# Thalamoporella howensis
Thalamoporella howensis är en mossdjursart som beskrevs av Maplestone 1905. Thalamoporella howensis ingår i släktet Thalamoporella och familjen Thalamoporellidae. Inga underarter finns listade i Catalogue of Life.